# Obid Dzhebov
Obid Dzhebov (30 de marzo de 1998) es un deportista tayiko que compite en judo. Ganó una medalla de bronce en el Campeonato Mundial de Judo de 2025 y una medalla de bronce en el Campeonato Asiático de Judo de 2025.

## Palmarés internacional
| Campeonato Mundial  | Campeonato Mundial  | Campeonato Mundial | Campeonato Mundial |
| Año                 | Lugar               | Medalla            | Categoría          |
| ------------------- | ------------------- | ------------------ | ------------------ |
| 2025                | Budapest (Hungría)  | Medalla de bronce  | –66 kg             |
| Campeonato Asiático |                     |                    |                    |
| Año                 | Lugar               | Medalla            | Categoría          |
| 2025                | Bangkok (Tailandia) | Medalla de bronce  | –66 kg             |